# 池上明
池上 明（いけがみ あきら） は、日本の生物物理学者。慶應義塾大学医学部教授や、日本生物物理学会会長を務めた。

## 人物・経歴
1960年名古屋大学大学院理学研究科博士課程修了。大澤文夫門下。名古屋大学理学部助手、東京大学理学部助教授、理化学研究所主任研究員を経て、慶應義塾大学医学部教授。1990年日本生物物理学会会長。